# Naked Raygun
A Naked Raygun amerikai punkegyüttes Chicagóból. 1980-tól 1992-ig működtek,1997-ben újból összeálltak néhány koncert erejéig, majd 2006-tól kezdve folytatják pályafutásukat.
Több együttes is hatással volt rájuk, például a Buzzcocks, a Wire, a the Stranglers, a The Damned, a the Ruts, a Killing Joke, a Siouxsie and the Banshees, a the Jam és a the Clash is.
Alapító tagjai Santiago Durango és Marko Pezzati; Jeff Pezzati nem sokkal később csatlakozott hozzájuk. A zenekarban egyedül Jeff Pezzati volt az egyetlen folyamatos tag. További tagok: Bobby Strange, Jim Colao és Eric Spicer dobosok; Marko Pezzati, Pierre Kezdy, Camilo Gonzalez, Pete Mittler és Fritz Doreza basszusgitárosok; Santiago Durango, John Haggerty és Bill Stephens gitárosok és John Lundin billentyűs. Durango és Jeff Pezzati a Big Blackben is játszottak.

## Részleges diszkográfia
- Throb Throb LP (Homestead Records) (1985)
- All Rise LP (Homestead) (1986)
- Jettison LP (Caroline Records) (1988)
- Understand? LP (Caroline) (1989)
- Raygun...Naked Raygun LP (Caroline) (1990)
- Last of the Demohicans CD (Dyslexic) (1997)
- Free Shit (koncertlemez - LP/CD) (Haunted Town) (2001)
- Over the Overlords LP (Wax Trax!) (2021)